# Rama VIII-brug
Dit overzicht is mogelijk incompleet; u kunt helpen door het uit te breiden.
De Rama VIII-brug is een tuibrug in Bangkok (Thailand), die op 20 september 2002 officieel werd geopend. De pyloon bevindt zich op ongeveer een derde van de noordwestzijde van de brug. De kabels lopen van de pyloon tot aan het wegdek. De brug overspant de rivier de Chao Phraya (Menam) in Bangkok. De brug is 2,45 km lang inclusief de overspanning. Sinds de brug gebouwd is, is hij een architectonische bezienswaardigheid geworden en staat een afbeelding ervan op de achterkant van het bankbiljet van 20 baht.

## Externe link

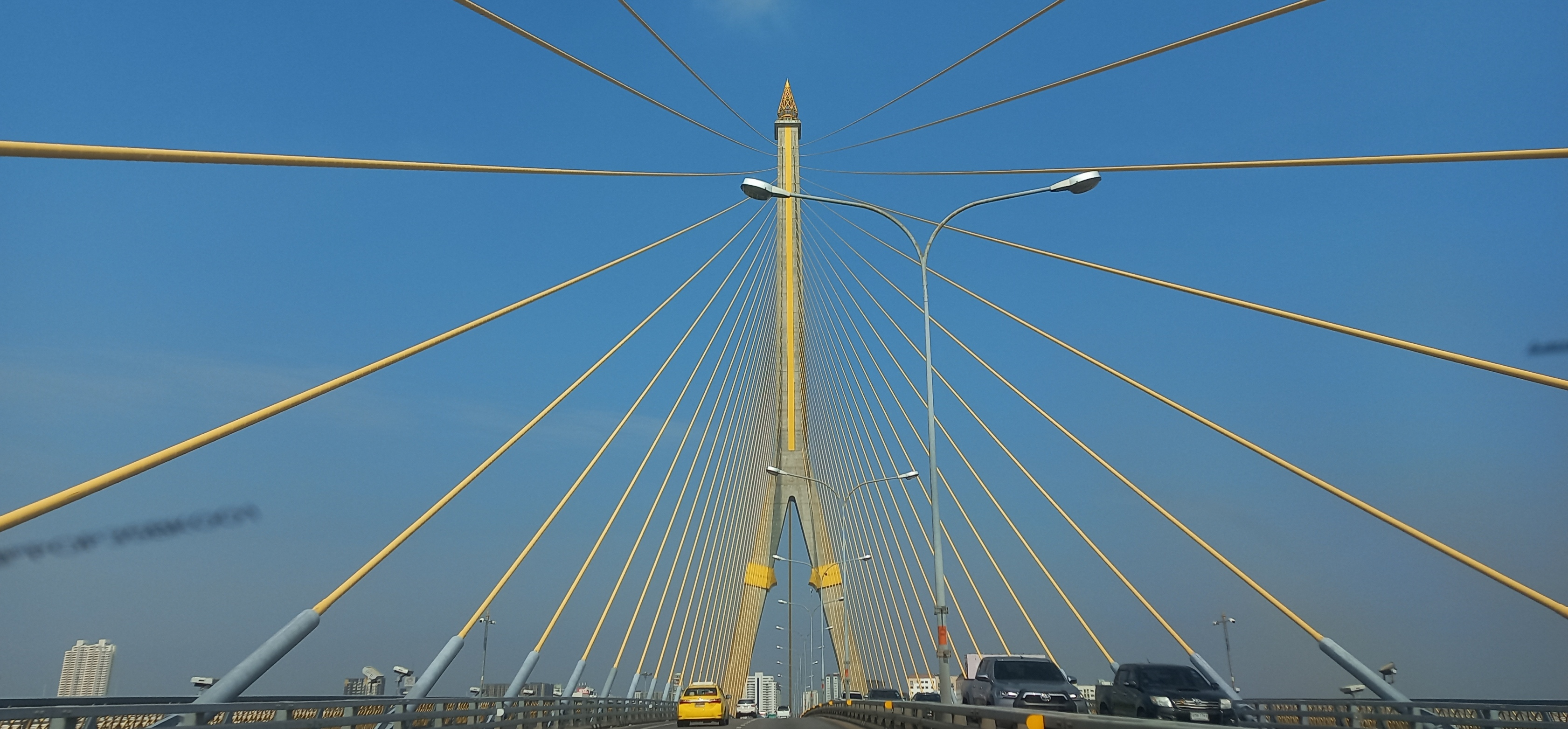
Rama VIII-brugdek